# Xylophanes lissyi
Xylophanes lissyi là một loài bướm đêm thuộc họ Sphingidae. Nó được tìm thấy ở Peru.